# 北京市通州区金融办
39°53′08″N 116°40′13″E / 39.88561°N 116.67038°E
北京市通州区金融办是北京市通州区人民政府的一个部门。

## 领导
2021年2月，本机构的领导为：
- 李俊霞：党组书记、主任、一级调研员。工作分工：主持金融办全面工作
- 赵程红：党组成员、副主任、二级调研员。工作分工：负责将国家深化改革的项目和服务业扩大开放先导区政策项目推动落地；负责为各类金融机构和地方金融组织入驻提供落地服务与协调工作；负责统筹与各金融机构的战略合作和政策对接落实工作；负责驻区金融机构的协调与服务工作；负责大型金融活动筹备、组织落实工作；负责单位对外宣传工作；负责配合参与推进本区融资工作；分管金融办下属两个事业单位
- 单毅：党组成员、副主任。工作分工：负责吸引金融机构入驻副中心；负责推进金融功能区建设和产业集聚，包括“一心两区三港”的规划和建设；负责推进副中心“十四五”金融业规划编制工作；负责科技金融体系建设，推进金融科技监管试点落地和金融科技项目入驻；负责优化营商环境工作；负责推进金融机构、本区企业改制上市服务工作；负责指导金融协会工作
- 孙国卓： 副主任（挂职）。工作分工：负责对接国家金融深化改革和扩大开放政策落地，深化服务业扩大开放先导区和自贸区建设金融业相关政策研究，并有效实施；积极吸引金融机构入驻；负责提出金融科技工作意见；负责金融信用体系建设；负责推进创新投融资体系，做好金融服务实体经济，加强对中小微企业的金融服务，参与重大项目投融资
- 乔立群：二级调研员。工作分工：负责机关及所属单位的党务和党风廉政建设工作；负责机关及所属单位的人事、机构编制、队伍建设等工作；负责机关的政务工作，负责文电、会务、机要、档案等机关日常运转工作；承担机关重要事项的督查工作；负责协调、配合相关部门做好本区金融风险的防范化解和应急处置等工作。主管综合科
- 罗兰冰：四级调研员。工作分工：负责本区小额贷款公司、融资担保公司、区域性股权市场、典当行、融资租赁公司、商业保理公司、地方资产管理公司以及投资公司、农民专业合作社、社会众筹机构、地方各类交易所等“7+4”类金融机构的初审、管理服务工作；协助乔立群同志负责综合科和金融风险的管理工作

## 机构设置
2021年2月，本机构下设：
- 综合科
- 金融发展科